# Ethel Pedley
Ethel Charlotte Pedley (Acton, Londres, 19 de junio de 1859-Darlinghurst, Sídney, 6 de agosto de 1898) fue una escritora de literatura infantil y música australiana.
El libro más conocido de Pedley es Dot and the Kangaroo (1899), protagonizado por una niña llamada Dot que se pierde en el outback australiano y recibe la ayuda de un amigable canguro para encontrar el camino de vuelta a casa. El libro incluye ilustraciones de Frank P. Mahony.
Pedley era defensora de la conservación de la flora y de la fauna australiana y generalmente escribía sus libros desde esta perspectiva, destacando que el hombre estaba desconectado de la naturaleza y del resto de los animales.